# بلاد آل موسی
بلاد آل موسی (به عربی: بلاد آل موسی) یک منطقهٔ مسکونی در عربستان سعودی است که در استان عسیر واقع شده‌است. بلاد آل موسی ۵٬۰۰۰ نفر جمعیت دارد و ۴۳۵ متر بالاتر از سطح دریا واقع شده‌است.